# 봉산 이씨
봉산 이씨(鳳山李氏)는 황해북도 봉산군를 본관으로 하는 한국의 성씨이다. 시조 이수(李隨)는 조선에서 문과에 급제하여 이조판서(吏曺判書), 병조판서(兵曺判書) 등의 관직과 조선 세종의 대군 시절 스승으로 지냈다. 이후 봉산 땅을 하사받았다.

## 참고 자료
- “봉산이씨(鳳山李氏)”. 뿌리를 찾아서.[깨진 링크(과거 내용 찾기)]